# Łamacz

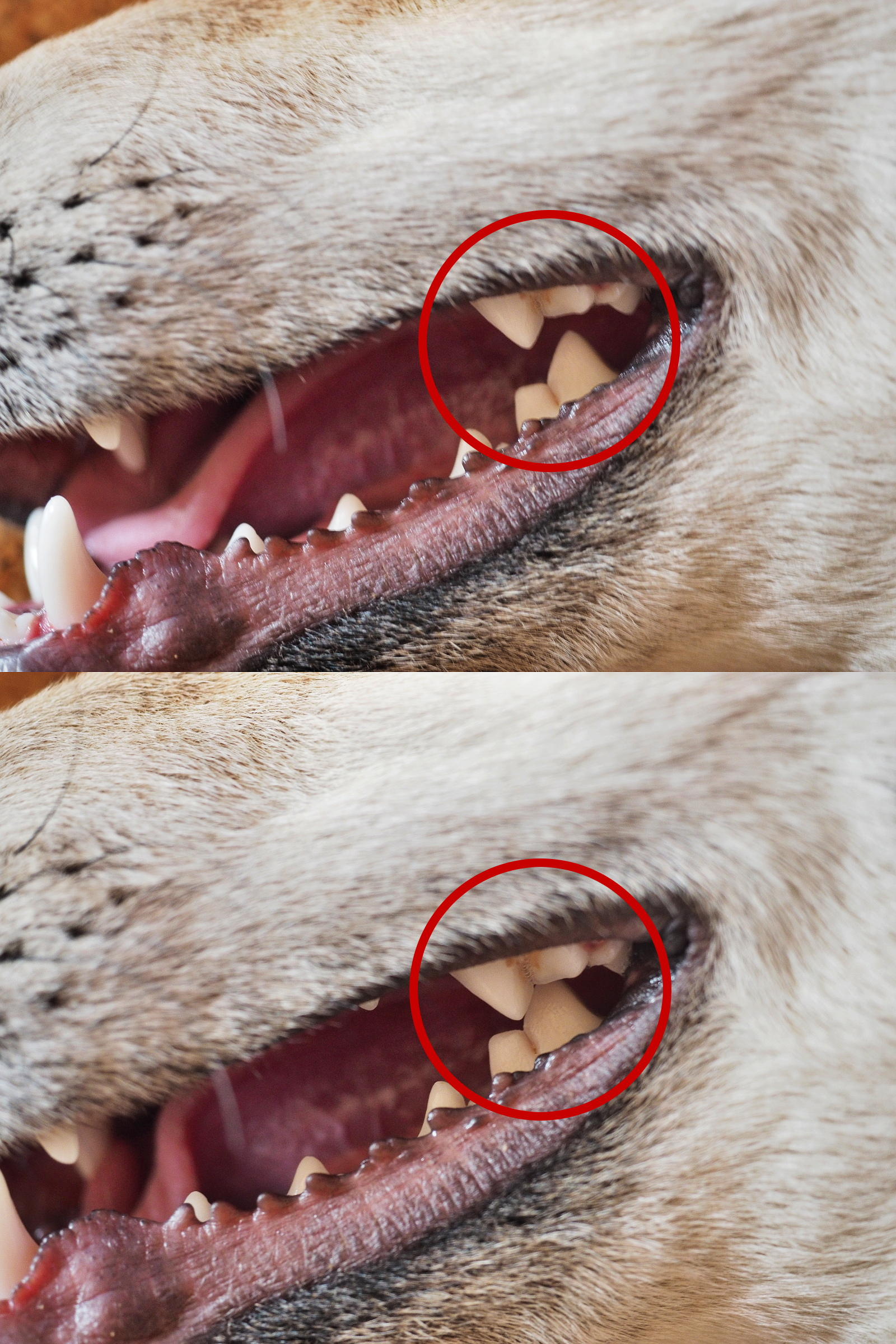
Łamacze u psa

Łamacze (dentes sectorii) – zęby drapieżnych ssaków, będące zmodyfikowanym czwartym górnym zębem przedtrzonowym i pierwszym dolnym trzonowym. Łamacze mają trzy korzenie. Służą przede wszystkim do cięcia mięsa i łamania kości. Łamacze działają jak nożyce lub sekator odcinając duże kęsy pokarmu, który następnie jest połykany bez przeżuwania. Stopień wykształcenia tych zębów jest zależny od stopnia specjalizacji gatunku, u którego występują i różni się pomiędzy poszczególnymi rodzinami drapieżnych.

## Udział łamacza w mechanizmie naturalnego sekatora
Mięso jest transportowane przez język prosto pod pierwszy górny trzonowiec, znajdujący się zaraz za łamaczem i jest ono stopniowo zeskrobywane dzięki dosyć ostrym końcówkom tego trzonowca.
W tym samym czasie czwarty górny przedtrzonowiec, ślizgając się o pierwszy dolny trzonowiec miażdży znajdującą się między nimi część mięsa, by było ono cieńsze i tym samym łatwiejsze do ucięcia.
Po ścięciu mięsa aż do powierzchni policzkowej drugiego dolnego trzonowca, następuje transport (dzięki językowi) zmiażdżonej części mięsa na miejsce uprzednio ściętej części mięsa. Ścięta część mięsa jest przesunięta dalej w stronę przełyku zwierzęcia.